# 卡门·提森博物馆
马拉加卡门·提森博物馆（西班牙語：Museo Carmen Thyssen Málaga）是西班牙安达卢西亚自治区马拉加市的一家美术博物馆，收藏着19世纪西班牙的绘画作品，其中大部分是安达卢西亚风俗画。这些画作是收藏家汉斯·海因里希·提森-博内米萨第三任妻子卡门·塞尔贝拉的私人藏品。

## 历史
2004年底，马拉加市议会开始起草和部署相关建设工作。2007年8月初开始了第一阶段的建设；2009年3月4日开始第二阶段。总建设于2011年3月4日结束，2011年3月24日对公众开放。

## 内部收藏
1992年，海因里希家族的私人藏品开始在马德里提森-博内米萨博物馆内展出。卡门·塞尔贝拉决定在马拉加开设一家新博物馆，展出她私人收藏的近200多件19世纪西班牙绘画作品。

## 建筑外观
卡门·提森博物馆主体建筑是基于一座16世纪的巴洛克风格建筑改造而成。内部由3个收藏室和2个临时展览室构成。总占地面积7,147平方米，其中5,185平方米用于艺术品的展示。

## 画集

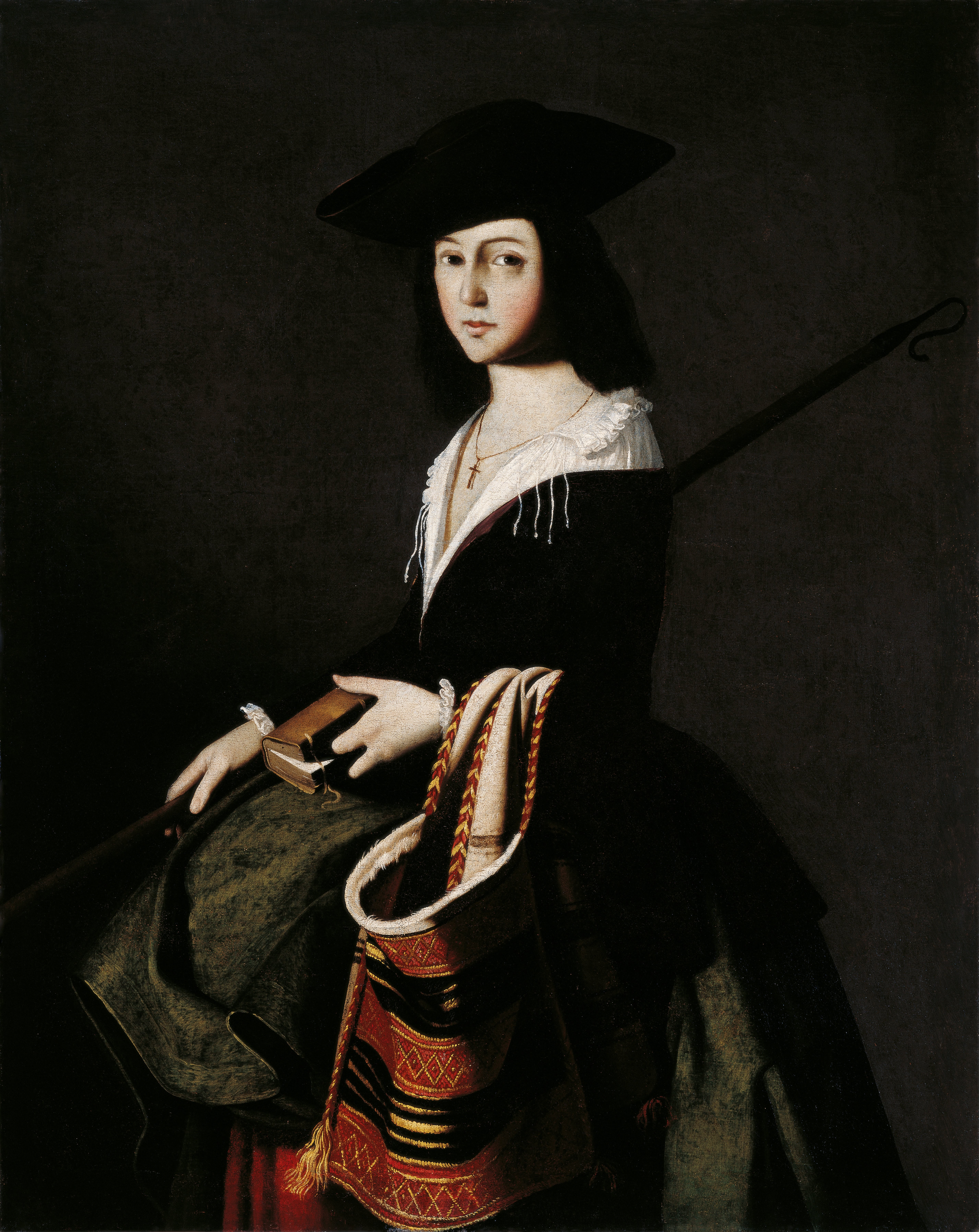
《圣玛丽亚》，弗朗西斯柯·德·苏巴朗，1640-1650年
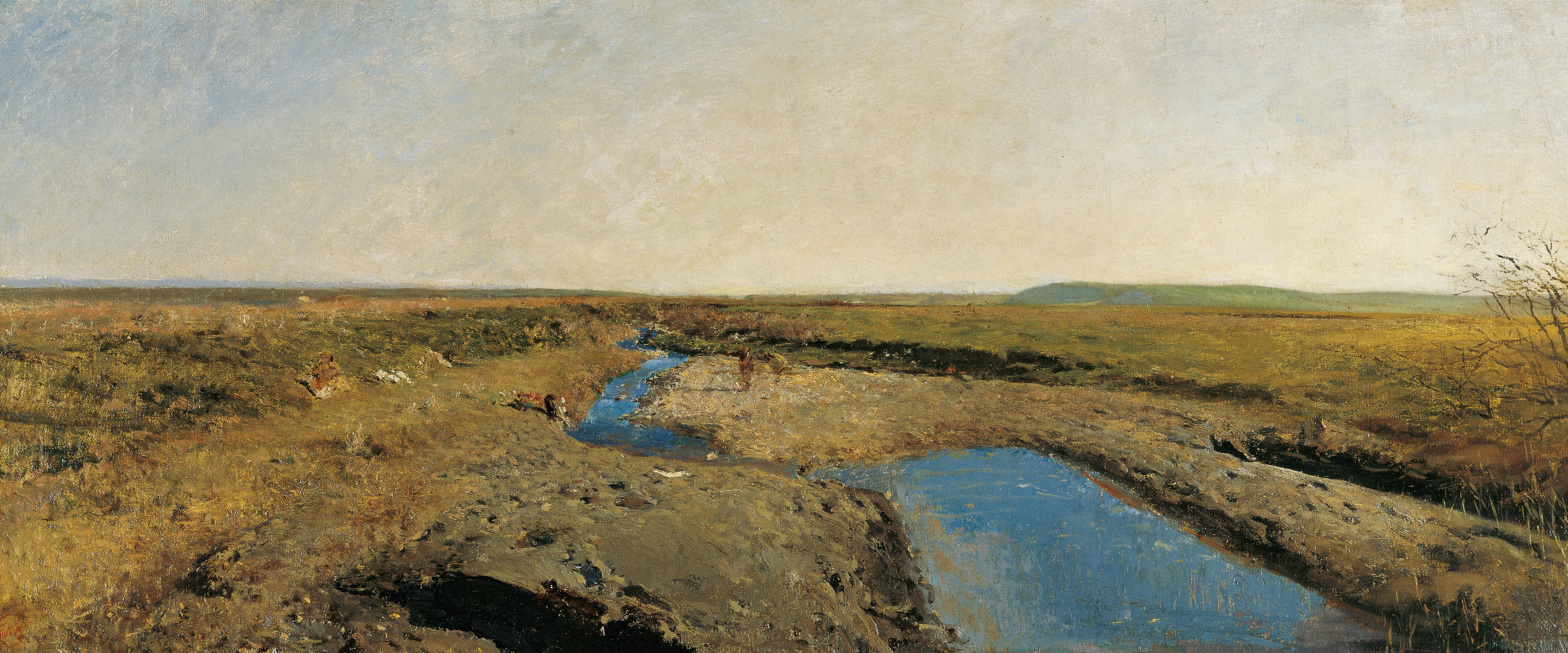
《北非景色》，马里亚·福尔图尼，1862年
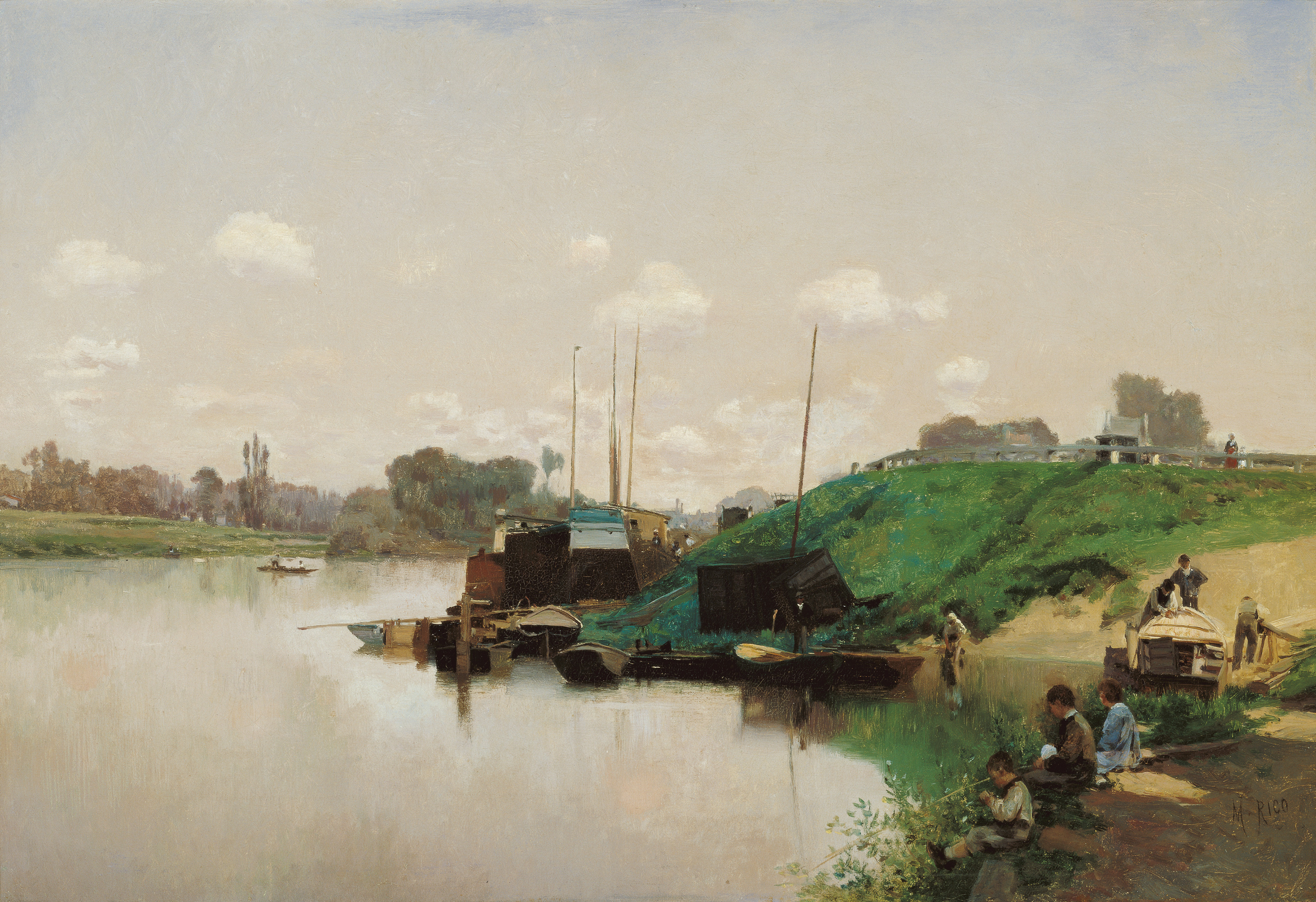
《塞纳河的夏日》， 马丁·里科（英语：Martín Rico），1870-1875年
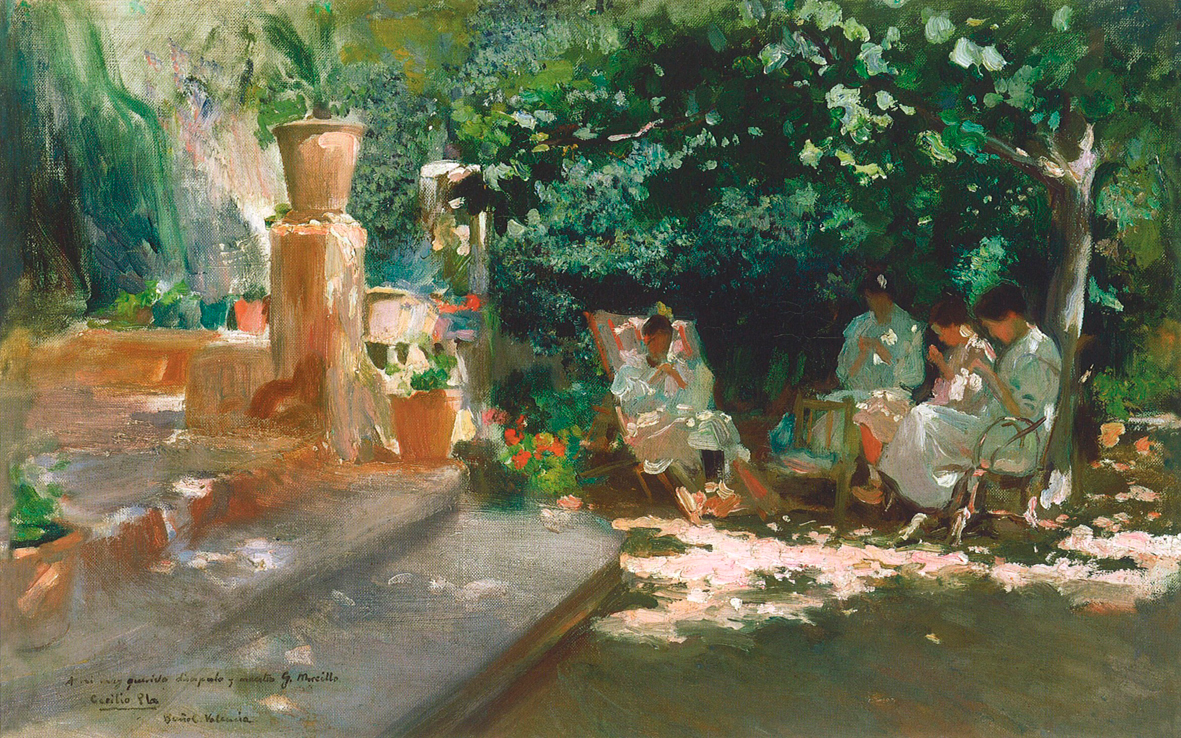
《花园里的女人们》，Cecilio Plá y Gallardo（英语：Cecilio Plá），约1910年